# Perry Como

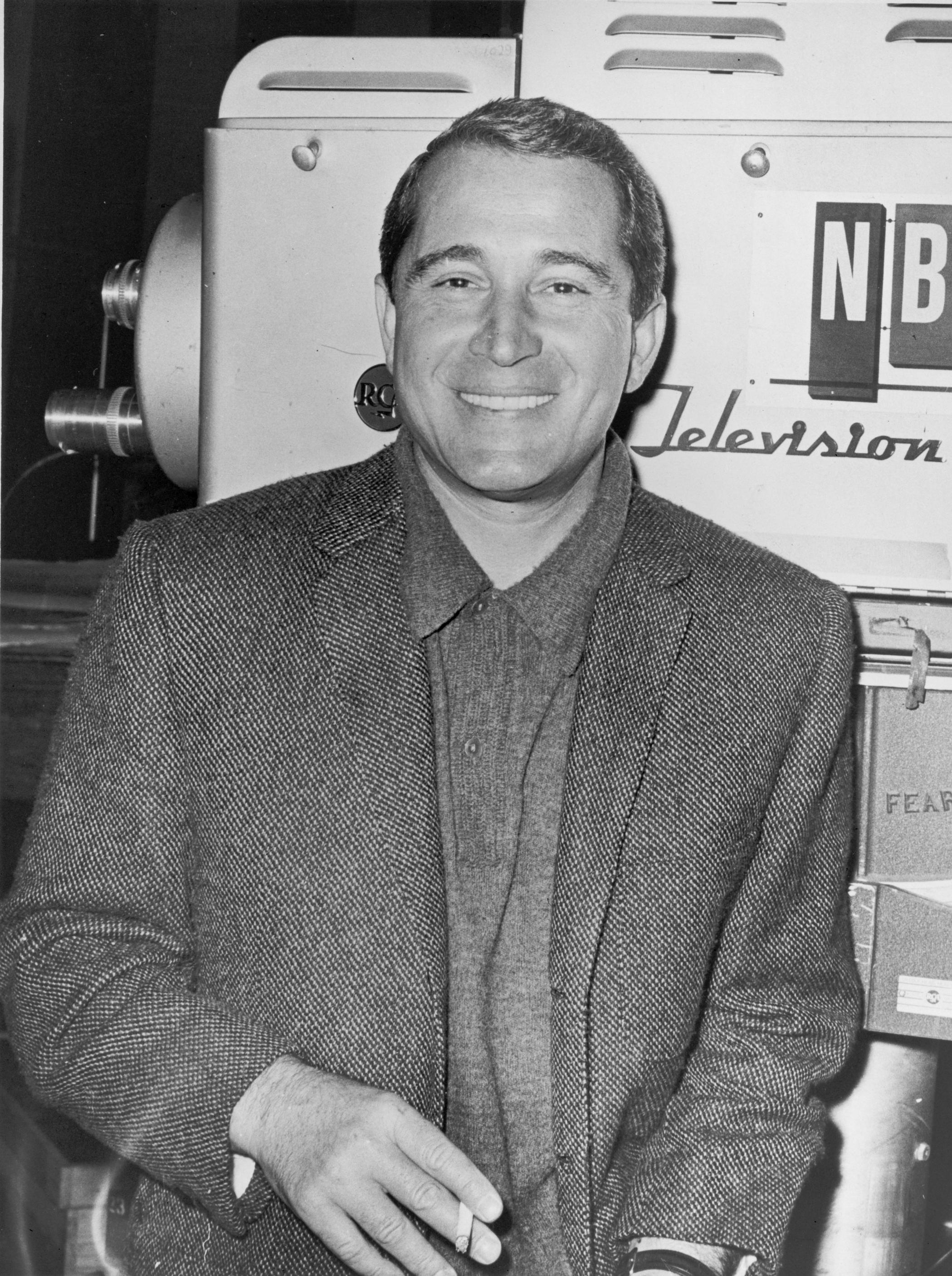
Perry Como, 1961

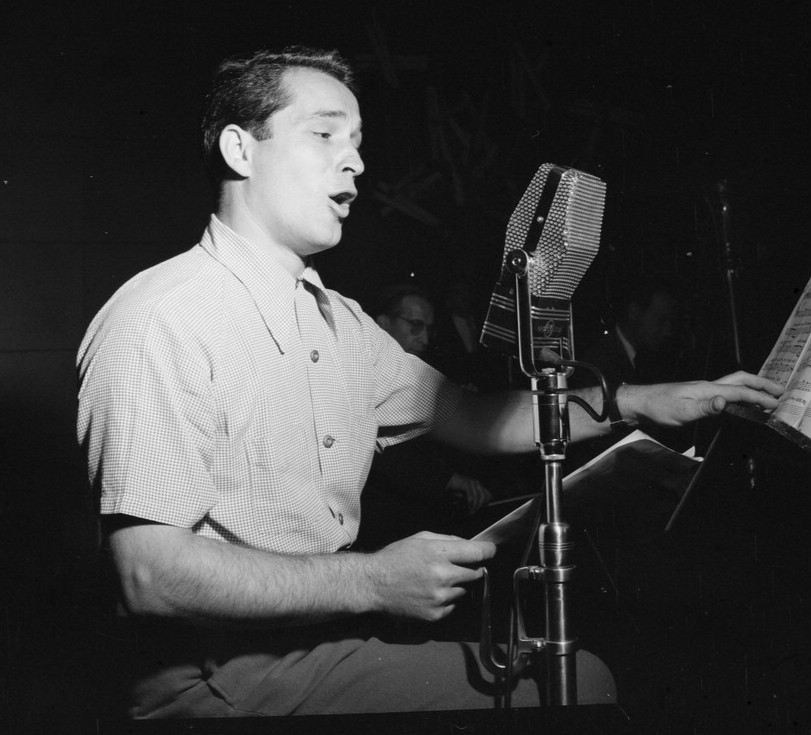
Perry Como, ca. Oktober 1946,
Fotografie von William P. Gottlieb

Pierino Ronald „Perry“ Como (* 18. Mai 1912 in Canonsburg, Pennsylvania; † 12. Mai 2001 in Jupiter, Florida) war einer der berühmtesten US-amerikanischen Popsänger in der Mitte des 20. Jahrhunderts sowie Schauspieler und Entertainer. Sein 1943 mit dem Schallplattenunternehmen RCA Victor abgeschlossener Exklusiv-Vertrag dauerte insgesamt 44 Jahre an und machte ihn in der Musikbranche einzigartig. Zu Comos bekanntesten Liedern zählen Catch a Falling Star, Magic Moments und Papa Loves Mambo.

## Biografie

### Kindheit und Jugend
Perry Como wurde in Canonsburg im US-Staat Pennsylvania geboren. Er war das siebte von insgesamt zehn Geschwistern. Seine Eltern stammten beide ursprünglich aus Palena, einem kleinen Ort in den Abruzzen, und waren 1910 in die Vereinigten Staaten ausgewandert. Bereits früh kam Como mit der Musik in Kontakt. Sein musikbegeisterter Vater erwarb eine Heimorgel, auf der er spielen lernte. In den folgenden Jahren erlernte Como weitere Musikinstrumente, nahm laut eigener Aussage aber nie Gesangsunterricht.
Nach seinem Highschool-Abschluss verließ er seine Heimatstadt und zog nach Meadville und betrieb dort einen Frisiersalon seines Onkels.

### Privatleben
im Juli 1933 heiratete Perry Como die zwei Jahre jüngere Roselle Belline, die er 1929 kennengelernt hatte. Das Paar hatte drei gemeinsame Kinder: Ronnie, David und Terry. Como war der Ansicht, dass Privatleben und Karriere getrennt werden müssten. Er schirmte seine Familie daher so gut wie möglich von der Öffentlichkeit ab und gab keine Interviews zu privaten Themen.
Perry Como galt als begeisterter Golfspieler. So fand zu seinen Ehren ein jährlich stattfindendes Turnier namens Perry Como Golf Tournament statt, das von Kollegen aus der Entertainment-Branche organisiert wurde. Zu seinen weiteren Hobbys zählte das Fischen. So besaß er ein eigenes Boot, auf dem er zudem an neuen Aufnahmen arbeitete. Como erwarb 1980 ein Ferienhaus in Saluda, North Carolina, das zum Schutz seiner Privatsphäre nicht fotografiert werden durfte. Der Hauptwohnsitz der Familie Como befand sich in Jupiter, Florida.
1971 brach sich Como bei einem Sturz während Aufnahmen zu seiner jährlichen Winter-Show das Knie, was unter anderem eine achtmonatige Karrierepause nach sich zog. 1993 erkrankte er an Blasenkrebs, der jedoch erfolgreich behandelt werden konnte.

### Lebensabend und Tod
Ab Mitte der 1990er Jahre zog sich Como stückweise aus der Öffentlichkeit zurück. Seine letzten Bühnenauftritte hatte er 1997 im hohen Alter von 85 Jahren. Seine Frau starb 1998 mit 84 Jahren.
Perry Como starb am 12. Mai 2001 im Alter von 88 Jahren auf seinem Anwesen in Jupiter, sechs Tage vor seinem 89. Geburtstag. Zuletzt soll der Entertainer Symptome einer Alzheimer-Erkrankung gezeigt haben. Dies führte bereits im Jahr vor seinem Tod zu einer gerichtlichen Auseinandersetzung zwischen seinen Kindern, die Einwände gegen sein Testament hatten.
Como wurde am 18. Mai 2001 (seinem 89. Geburtstag) unter großer Anteilnahme der Öffentlichkeit und 250 geladenen Gästen nach einer Trauerfeier in der St. Edward`s Catholic Church von Palm Beach auf dem Gelände des Riverside Memorial Park an der Seite seiner Frau bestattet.

## Musikkarriere

### Sänger in Bigbands
1932 verließ Perry Como seine Heimatstadt Canonsburg und zog nach Meadville, wo er erstmals Kontakt zu professionellen Musikern knüpfen konnte. Im Jahr 1933 trat er der Band von Freddy Carlone in Ohio bei, drei Jahre später wechselte er zum Ted-Weems-Orchester und hatte erste Schallplattenaufnahmen. Seine erste Schallplatte hieß You Can’t Pull the Wool Over My Eyes und erschien bei Decca.

### Karriere bei CBS und NBC
1942 löste Weems sein Orchester auf und Como wechselte zu CBS, wo er für wenige Jahre ohne nennenswerten Erfolg sang. Als er überlegte, seine Karriere als Sänger aufzugeben, engagierten ihn zwei NBC-Produzenten für die Show Supper Club. Seinen ersten Radioauftritt hatte Como am 12. März 1943. Anschließend absolvierte er erfolgreiche Theater- und Nachtclub-Auftritte.
1945 begann der erfolgreiche Teil seiner Karriere als Sänger mit der Pop-Ballade Till the End of Time. Perry Como war der erste Sänger, von dem zehn Schallplatten jeweils mehr als eine Million Mal verkauft wurden.
In den 1950er Jahren erlebte Perry Como den Höhepunkt seiner Karriere. 1951 sang er das erfolgreiche Weihnachtslied It’s Beginning to Look Like Christmas, 1954 erreichte er mit Papa Loves Mambo die Nummer eins der US-Charts. Seine zweite Nummer eins in den US-Charts folgte 1957 mit Round and Round. Die 1958 erschienene Single Magic Moments konnte sich in den USA zwar nur auf Rang 27 platzieren, wurde dafür jedoch zu einem Nummer-eins-Hit im Vereinigten Königreich. Der ebenfalls 1958 erschienene Song Catch a Falling Star erreichte Goldstatus in den Vereinigten Staaten.

### Spätere Karriere
1970 gab Perry Como nach jahrelanger Pause erstmals wieder ein Konzert, welches im International Hotel in Las Vegas stattfand. Hierbei entstand das im selben Jahr erschienene Live-Album Perry Como in Person at the International Hotel, Las Vegas. Zu seinen späteren Erfolgen zählte eine 1973 veröffentlichte Coverversion von Killing Me Softly with His Song.
Como absolvierte bis ins hohe Alter Liveauftritte und trat auch außerhalb der Vereinigten Staaten auf. So gab er unter anderem mehrere Konzerte in Japan. Das letzte dieser Konzerte fand am 8. März 1993 in der NHK Hall in Tokio statt.

## Fernseh- und Filmkarriere

### Fernsehen
Sein Fernsehdebüt gab Perry Como gemeinsam mit seiner Partnerin Jo Stafford am 24. Dezember 1948 in einer Weihnachts-Sondersendung der Radioshow The Chesterfield Supper Club, die zu diesem Anlass erstmals im Fernsehen ausgestrahlt wurde. Dies war der Beginn von Comos überaus populären TV-Weihnachtsshows, die 46 Jahre lang bis 1994 ausgestrahlt wurden. Neben den Vereinigten Staaten waren diese Shows unter anderem auch in Irland beliebt. So wurde die letzte dieser Shows sogar in Dublin aufgezeichnet.
1957 erhielt Perry Como eine eigene Fernsehshow. Diese wurde bis 1987 anfangs wöchentlich ausgestrahlt, später zweimal und dann einmal monatlich, aufgenommen an vielen Orten der Erde; z. B. in England, Italien, Österreich, Frankreich und verschiedenen Orten in den USA. Sie war in den 1960er Jahren lange fester Bestandteil der ARD am Samstagnachmittag, im Original in englischer Sprache. Caterina Valente war der einzige deutschsprachige Gast, unter anderem einmal zusammen mit Ella Fitzgerald.

### Film
1943 unterschrieb Perry Como einen Vertrag für sieben Jahre bei 20th Century Fox. In den folgenden Jahren drehte er vier Musikfilme für das Studio: Something for the Boys (1944), March of Time (1945), Doll Face (1945) und If I’m Lucky (1946). 1948 folgte eine Nebenrolle in dem von Metro-Goldwyn-Mayer produzierten Musikfilm Words and Music.
1973 trat Como gemeinsam mit Julie Andrews in dem ABC-TV-Film Julie on Sesame Street auf.

## Diskografie
Studioalben

| Jahr | Titel                                                  | Höchstplatzierung, Gesamtwochen, AuszeichnungChartplatzierungen (Jahr, Titel, Platzierungen, Wochen, Auszeichnungen, Anmerkungen) | Höchstplatzierung, Gesamtwochen, AuszeichnungChartplatzierungen (Jahr, Titel, Platzierungen, Wochen, Auszeichnungen, Anmerkungen) | Höchstplatzierung, Gesamtwochen, AuszeichnungChartplatzierungen (Jahr, Titel, Platzierungen, Wochen, Auszeichnungen, Anmerkungen) | Anmerkungen                                                                                   |
| Jahr | Titel                                                  | DE | UK | US | Anmerkungen                                                                                   |
| ---- | ------------------------------------------------------ | --- | --- | --- | --------------------------------------------------------------------------------------------- |
| 1946 | The Russ Case Collection Volume 1                      | — | — | US4 (1 Wo.)US |                                                                                               |
| 1949 | Supper Club Favorites                                  | — | — | US4 (17 Wo.)US |                                                                                               |
| 1952 | TV Favorites                                           | — | — | US7 (13 Wo.)US |                                                                                               |
| 1954 | I Believe – Songs of all Faiths Sung by Perry Como     | — | — | US6 (19 Wo.)US |                                                                                               |
| 1955 | So Smooth                                              | — | — | US7 (19 Wo.)US |                                                                                               |
| 1957 | We Get Letters                                         | — | — | US8 (10 Wo.)US |                                                                                               |
| 1957 | Dream Along with Me                                    | — | — | US11 (9 Wo.)US |                                                                                               |
| 1958 | We Get Letters (Volume 2)                              | — | UK4 (7 Wo.)UK | — |                                                                                               |
| 1958 | Dear Perry                                             | — | UK6 (5 Wo.)UK | — |                                                                                               |
| 1958 | Saturday Night with Mr. C.                             | — | — | US18 (2 Wo.)US |                                                                                               |
| 1959 | When You Come to the End of the Day                    | — | — | US16 (7 Wo.)US |                                                                                               |
| 1959 | Como Swings                                            | — | — | US17 (12 Wo.)US |                                                                                               |
| 1961 | Sing to Me, Mr. C.                                     | — | — | US50 (13 Wo.)US |                                                                                               |
| 1962 | By Request                                             | — | — | US32 (21 Wo.)US |                                                                                               |
| 1962 | The Best of Irving Berlin’s Songs from „Mr. President“ | — | — | US90 (6 Wo.)US | Sampler mit Beiträgen von Perry Como, den Ray Charles Singers, Sandy Stewart und Kaye Ballard |
| 1963 | The Songs I Love                                       | — | — | US59 (18 Wo.)US |                                                                                               |
| 1965 | The Scene Changes                                      | — | — | US47 (17 Wo.)US | mit The Anita Kerr Quartet                                                                    |
| 1966 | Lightly Latin                                          | — | — | US86 (9 Wo.)US |                                                                                               |
| 1966 | Perry Como in Italy                                    | — | — | US81 (16 Wo.)US |                                                                                               |
| 1969 | Seattle                                                | — | — | US93 (11 Wo.)US |                                                                                               |
| 1971 | It’s Impossible                                        | — | UK13 (13 Wo.)UK | US22 (? Wo.)US |                                                                                               |
| 1971 | I Think of You                                         | — | — | US101 (9 Wo.)US |                                                                                               |
| 1973 | And I Love You So                                      | — | UK1 Platin · (107 Wo.)UK | US34 Gold · (19 Wo.)US |                                                                                               |
| 1974 | Perry                                                  | — | UK26 Gold · (3 Wo.)UK | US138 (10 Wo.)US |                                                                                               |
| 1975 | Memories Are Made of Hits                              | — | UK14 Silber · (17 Wo.)UK | — |                                                                                               |
| 1976 | Just Out of Reach                                      | — | — | US142 (9 Wo.)US |                                                                                               |
| 1983 | For the Good Times                                     | — | UK41 (6 Wo.)UK | — |                                                                                               |

grau schraffiert: keine Chartdaten aus diesem Jahr verfügbar